# Jekatyerina Pavlovna Szkavronszkaja
Jekatyerina Pavlovna Szkavronszkaja grófnő (oroszul: Екатерина Павловна Скавронская) (Oroszország, 1783. február 7. – Velence, 1857. június 2. / Julián május 21.), a Szkavronszkij családból származó orosz arisztokrata hölgy, Pjotr Bagratyion herceg, cári tábornok felesége, özvegye, első férjezett nevén Jekatyerina Pavlovna Bagratyion  (oroszul: Екатерина Павловна Багратион). Az 1800-as évek elején Metternich gróf szeretője, a bécsi kongresszus idején bizalmas közvetítő Sándor cár és Metternich között, jelentős diplomáciai szolgálatokat téve. A kongresszus után Párizsban élt, irodalmi szalont vitt. Második férje az angol John Hobart Caradoc, Howden 2. bárója volt.

## Élete

### Származása
Édesapja Pavel Martinovics Szkavronszkij gróf (1757–1793) volt, cári kamarás és az orosz kormány nápolyi nagykövete, csapongó lelkű, nagy zenerajongó. Édesanyja Jekatyerina Vasziljevna Engelhardt grófnő (1761–1829) volt, Vaszilij Andrejevics Engelhardtnak, Szmolenszk grófjának és Helena Alekszandrovna Patyomkina hercegnőnek fia, Grigorij Alekszandrovics Patyomkin herceg-tábornagy unokahúga, egyben szeretője. A házaspárnak két leánya született:
- Marija Pavlovna (1782–1857), aki első férje, Pavel Petrovics Pahlen (Palen) gróf (1775–1834) után Marija Pavlovna Pahlen nevet viselt. Második férje Adam Petrovics Ozsarovszkij gróf (1776—1855) lett. Marija első házasságából való leánya, Julija Pavlovna Palena (1803–1875) 1825-ben Nyikolaj Alekszandrrovics Szamoljov grófhoz (1800–1842) ment feleségül.

- Jekatyerina Pavlovna (1783–1857), első férje 1801–1804 között Petre Bagrationi herceg-tábornok (1765–1812), második férje 1830-tól John Hobart Caradoc, Lord Howden.

Marija és Jekatyerina, a két Szkavronszkaja-nővér anyai nagyanyjuk révén Grigorij Alekszandrovics Patyomkin herceg-tábornagy kis-unokahúgai, apai ágon I. Katalin orosz cárnő kis-unokahúgai voltak. (Katalin cárnő a Skawronski/Szkavronszkij család sarja volt). Mindketten megörökölték szüleik rajongását a művészetek és szépirodalom iránt, és a mindent kipróbálni akaró, nyughatatlan, állhatatlan mentalitásukat.

### Neveltetése
Tíz éves volt, amikor édesapja meghalt (1793). Nővérével, Marijával együtt Szentpétervárrra, Nagy Katalin cárnő udvarába kerültek, akit csak nagymamának, franciául: „grand-mère”-nek hívtak. Mindkét leány igen gondos nevelésben részesült, folyékonyan beszéltek franciául, németül, angolul, olaszul. Katalin cárnő elhunyta (1796) után I. Pál orosz cár feleségének, Marija Fjodorovna cárnénak udvarhölgyei lettek. Özvegy édesanyjuk, Jekatyerina Vasziljevna 1798-ban feleségül ment a Máltai lovagrend nagykövetéhez, az olasz Giulio Renato Litta Visconti Arese herceghez (1763–1839).

### Első házassága

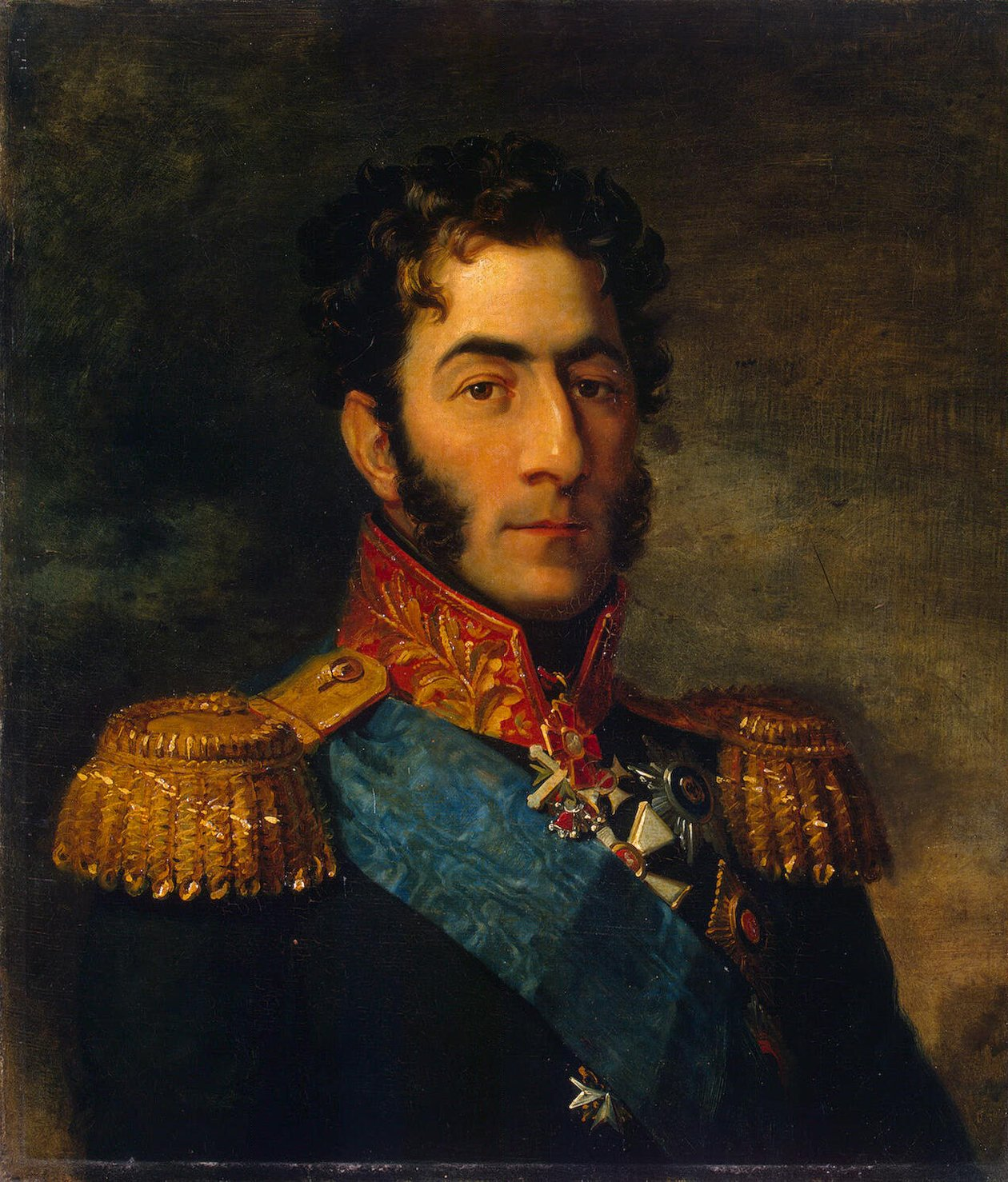
Pjotr Ivanovics Bagratyion

1800.  szeptember 2-án a gatcsinai palotában a 17 éves Jekatyerina Pavlovna feleségül ment a nála 18 évvel idősebb Petre Bagrationi (Pjotr Ivanovics Bagratyion, 1765–1812) cári tábornokhoz, Ivane Bagrationi (1730–1796) fiához, aki a grúz királyi Bagratida-házból származott. A Bonaparte elleni 1799–1800-as „svájci hadjáratban” nevet szerzett Pjotr Bagratyion tábornok Katalin nagyhercegnővel (1788–1819), I. Pál cár leányával állt szerelmi viszonyban, de a rangkülönbség miatt házasságról nem lehetett szó, a cár Szkavronszkaja grófkisasszonyt kommendálta tábornokának. A cár ösztökélésére megkötött rossz házasság azonban rövid életű volt, és gyermektelen maradt.
1801 elején I. Pál cár Oroszországa annektálta a Grúz Királyságot, hivatkozva a Bagratida-házi II. Herkules grúz király és II. (Nagy) Katalin cárnő által megkötött védelmi szerződésre hivatkozva. Bagratyion herceg belekeveredett egy I. Pál cár elleni összeesküvésbe, amely Napoléon Bonaparte  tábornokkal akart szövetkezni Nagy-Britannia ellen. Emiatt a Bagratyion házaspárnak el kellett menekülnie Oroszországból, Drezdába utaztak.

### Drezdában
1801 márciusában, Pál cár meggyilkolása után Bagratyion tábornok egyedül tért vissza Szentpétervárra. Felesége, Jekatyerina hercegné betegség miatt hátramaradt Drezdában. Családi barátjuknál, a Czartoryski-palotában lakott, Adam Kazimierz Czartoryski hercegnél és feleségénél, Izabella von Flemming írónőnél. Megismerkedett az ifjú Metternich gróffal (1773–1859), a Habsburg császári udvar drezdai követével, Ausztria későbbi külügyminiszterével. Jekatyerina hercegné Metternich szeretője lett. A szász udvarban ragadt rá „a szép meztelen angyal” (franciául: le Bel Ange Nu, németül: der schöne nackte Angel) gúnynév, szabados viselkedése és feltűnő, mélyen kivágott dekoltázsa miatt. 1804. március 20-án Jekatyerina Bagratyion hercegné és Metternich, immár herceg és Ausztria berlini nagykövete 1804. március 20-án találkoztak Párizsban, Napóleon koronázásán. Párizsi éveiben Metternich számos más főúri hölggyel is viszonyt folytatott, köztük Napóleon nővérével, Caroline-nak, Murat tábornok feleségével és Laure Permonnal, Jean-Andoche Junot tábornok feleségével is.

### A „vándorló hercegné”

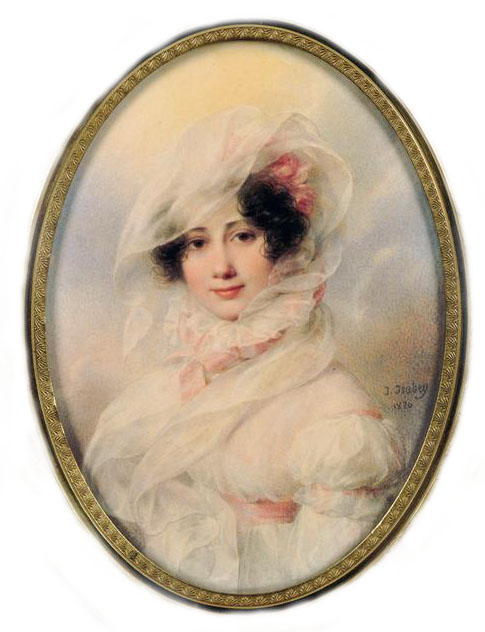
Jekatyerina Szkavronszkaja-Bagratyion (Jean-Baptiste Isabey, 1820)

1805-ben Jekatyerina hercegné végleg szakított férjével, és orvosi kezelések ürügyén Európában maradt. A házastársaknak nem voltak gyermekeik. Bagratyion herceg hiába kérte feleségét, térjen vissza hozzá. A hercegné Ausztriában, Szászországban, Franciaországban utazgatott, egy kortársa szerint „utazó hintójában második otthont rendezett be”. Viselkedése botrányt keltett, de a férfiak rajongtak érte. Goethe 1807-ben Karlsbadban a hercegné társasági összejövetelén találkozott vele, elismeréssel írt a lgy megjelenéséről, műveltségéről és körülötte nyüzsgő főúri hódolókról. Goethe megírta, hogy a hercegné korábban viszonyt folytatott Lajos Ferdinánd porosz herceggel (1772–1806), aki a kedveéért elhagyta menyasszonyát, Solms hercegnőt. A herceg franciaellenessé és oroszbarátá volt, szószólója lett a negyedik koalíciós háború megindításának, de 1806-ban a saalfeldi csatában elesett, Jekatyerina hercegné ismét visszautazott Bécsbe.
Elhagyott férje, Bagratyion herceg továbbra is feleségnek tekintette Jekatyerinát, kiállt mellette, a viselkedéséről érkező híreket és kritikákat visszautasította, mondván, családi ügyei csak őrá tartoznak. 1808-ban cári rendelettel kitüntetést adományoztak azon tábornokok feleségeinek, akik érdemeket szereztek az elmúlt háborúkban. Jekatyerinát azonban kihagyták. Bagratyion személyes sértésként könyvelte el feleségének mellőzését, és megpróbált eljárni a cárnál ennek helyrehozatalára. „Jeketyerina méltó a kitüntetésre, ő a feleségem, a nevemet viseli,” írta beadványában, de hiába.
1809 októberében Metternichet Ferenc császár a Ausztria külügyminiszterévé nevezte ki. A herceg visszatért Bécsbe. Jekatyerina követte szeretőjét, és 1810. szeptember 29-én egy leánygyermeket is szült neki, Marie-Clémentine Bagrationt (1810–1829), aki keresztnevét természetes apjának, Metternichnek keresztnevéről kapta. Clémentine-t a Metternich-család vette gondjaiba, ennek ellenére a kislányt – feltehetően cári utasításra – Bagratyion herceg saját családnevén anyakönyveztette és a Bagratyion család törvényes tagjának ismerte el. Miután Jekatyerina letelepedett Bécsben, szalonja a Napóleon-ellenes, oroszbarát politikai irányzat központjává vált. Lord Palmerston emlékiratai szerint a hercegné csak áttetsző fehér indiai muszlin ruhákat viselt, amelyek szorosan tapadtak alakjához, emiatt „fehér nősténymacskának” (franciául: chatte blanche) nevezték. Jekatyerina semmilyen hivatalos diplomáciai hatáskörrel nem rendelkezett, de azzal büszkélkedett, hogy több politikai titkot tud, mint az ügynökök együttesen. Értesülései és intrikái révén elérte, hogy a legmagasabb osztrák körök bojkottálni kezdték a Francia Császárság követségét. Feltehetően szeretőjét, Metternichet is abban az irányban befolyásolta, hogy csatlakozzék a Napóleon-ellenes koalíciókhoz.
Bagratyion herceg mindennek ellenére szerette feleségét; nem sokkal halála (1812) előtt két arcképet készíttetett magukról. Hírlapok gyakran írták, hogy Bagratyion herceg komoly anyagi nehézségei ellenére jelentős összegeket fizetett Jekatyerina tartozásainak és külföldről érkező számláinak kiegyenlítésére. Az állítás vitatott, mert Jekatyerina (és nővére, Marija 1793-ban megörökölték a Szkavronszkij-család hatalmas vagyonát, így a mindkét nővér – sőt Marija leánya, Jekatyerina unokahúga, Julija Pavlovna is – anyagilag független volt férjétől.
1812. szeptember 24-én Pjotr Bagratyion herceg-tábornok Oroszországban belehalt a borogyinói csata során kapott sebesülésébe. Jekatyerina hercegné megözvegyült.

### A bécsi kongresszuson

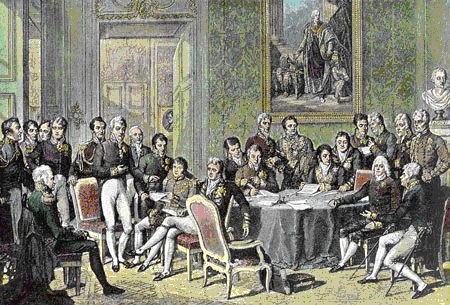
A bécsi kongresszus delegátusai (kortárs rézmetszet)

A bécsi kongresszuson Jekatyerina Bagratyion özvegy hercegné a magas társaságban az Orosz Birodalom érdekeit képviselte. Ügynöki szolgálatokat végzett unokabátyja, I. Sándor cár megbízásából. A „táncoló kongresszusnak” gúnyolt tárgyalássorozat folyamán számos fontos döntést az éjszakába nyúló bálokon lefolytatott, nemhivatalos egyezkedéseken alapoztak meg. Az uralkodók és a diplomaták fontos információkat szereztek – és szivárogtattak ki – a megbízásukból ténykedő főúri hölgyek intim szolgálatai révén. A körülrajongott Bagratyion hercegné viszonyt folytatott Vilmos württembergi koronaherceggel, Friedrich Albrecht von der Schulenburg (1772–1853) gróffal, Szászország főtárgyalójával és és Lord Charles William Stewarttal (1778–1854), Nagy-Britannia teljhatalmú nagykövetével is. Jekatyerina egyike volt azoknak a magas rangú és intelligens főrangú asszonyoknak, akik a kulisszák mögött bizalmas politikai megbízásokat teljesítettek, intim körülmények között jutottak információkhoz megbízóik számára, és jelentős szerepük volt az új, tartós európai rend megalapozásában.

### Élete Párizsban

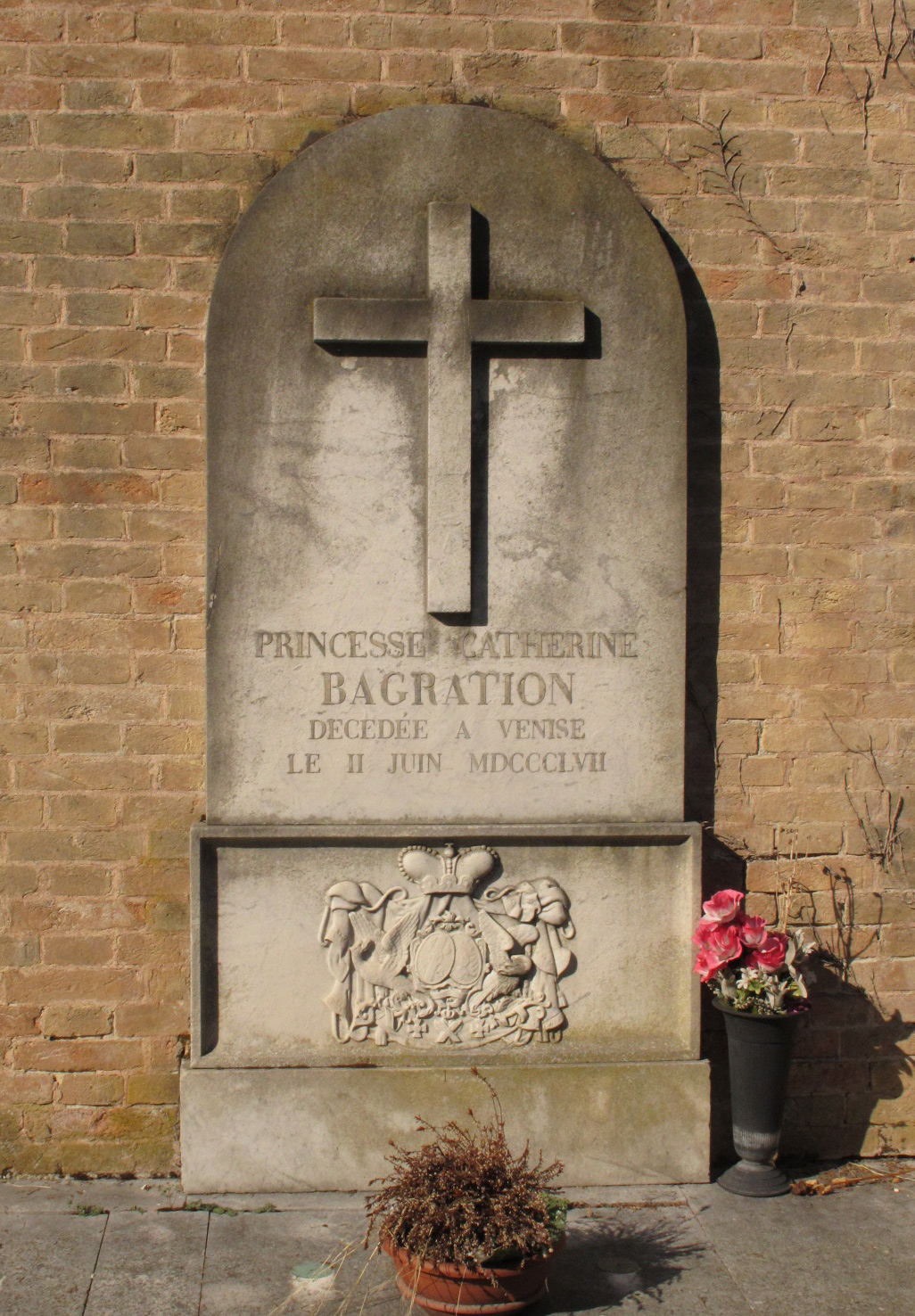
Jekatyerina Bagratyion hercegné sírja Velencében

A bécsi kongresszus után az özvegy hercegné Párizsban élt, Cathérine de Bagration néven. St. Honoré utcai palotájában sikeres irodalmi szalont szervezett, ahol a korabeli irodalmi és politikai élet számos híressége rendszeres vendég volt. 1830. január 11-én ismét férjhez ment egy brit diplomatához, John Hobart Caradochoz, Howden 2. bárójához (1799–1875), John Craddock-nak (1708–1778), Dublin érsekének unokájához, de tőle is elvált. 1857-ben hunyt el, egy itáliai utazás során, Velencében. Az itteni San Michele-szigeten van eltemetve, sírkövére nevének francia formáját vésték: „Princesse Cathérine Bagration”.

## Utódainak sorsa
Egyetlen leánya, Marie-Clementine von Bagratyion hercegnő a bécsi kongresszus után is Bécsben élt, természetes apjának, Metternich hercegnek családjánál. (Jekatyerina követelése ellenére a család nem adta át a lányt az anyjának). 1828. július 12-én Marie-Clementine feleségül ment a német Otto von Blome (1795–1884) holsteini grófhoz, aki 1825-ben vált el első feleségétől, Albertine Agnes Christiane Caroline zu Sayn-Wittgenstein-Hohenstein (1804–1866). Marie-Clementine már 1829-ben, első gyermekének megszületése után nyolc nappal meghalt.
Marie-Clementine hercegnő fia, Jekatyerina Szkavronszkaja grófnő unokája, Gustav von Blome gróf (1829–1906) később osztrák diplomáciai szolgálatba állt, a felsőház tagja és a Máltai lovagrend tagja lett.

## Érdekesség
1978-ban Gerald Grosvenor, Westminster 6. hercege (1951–2016) menyasszonyának, Natalia Ayesha Phillipsnek, Puskin távoli leszármazottjának jegyajándékba egy gyémántokkal kirakott díszes fejéket vásárolt, amely eredetileg Jeketyerina Pavlovna hercegnéé, Bagratyion herceg-tábornok feleségéé volt.